# Mainbrücke Retzbach-Zellingen
Die  Mainbrücke Retzbach-Zellingen  ist ein 566 m langes Bauwerk, das zwischen Retzbach und Zellingen in Unterfranken den Main bei Kilometer 234,69, die Main-Spessart-Bahn am Bahnhof Retzbach-Zellingen sowie die Bundesstraße 27 und Gemeindestraßen überspannt. Die Straßenbrücke weist zwei Fahrstreifen und einen einseitigen Rad- und Gehweg auf. Sie liegt nördlich von Zellingen und gehört zur Staatsstraße 2437, die als Teil der Zellinger Ortsumgehung von Lohr am Main nach Thüngen führt. Das Bauwerk wurde von 1991 bis 1993 zur Entlastung der alten Zellinger Mainbrücke errichtet.
Die Spannbetonbrücke ist im Grundriss gekrümmt und weist als Bauwerkssystem in Längsrichtung den Durchlaufträger auf. Die Stützweiten betragen für die neunfeldrige Straßenüberführung 41,5 m, 46,0 m, 46,0 m,  50,0 m, 55,0 m, 60,0 m, 66,5 m, 126,0 m und 75,0 m, was eine Gesamtstützweite von 566 m ergibt.

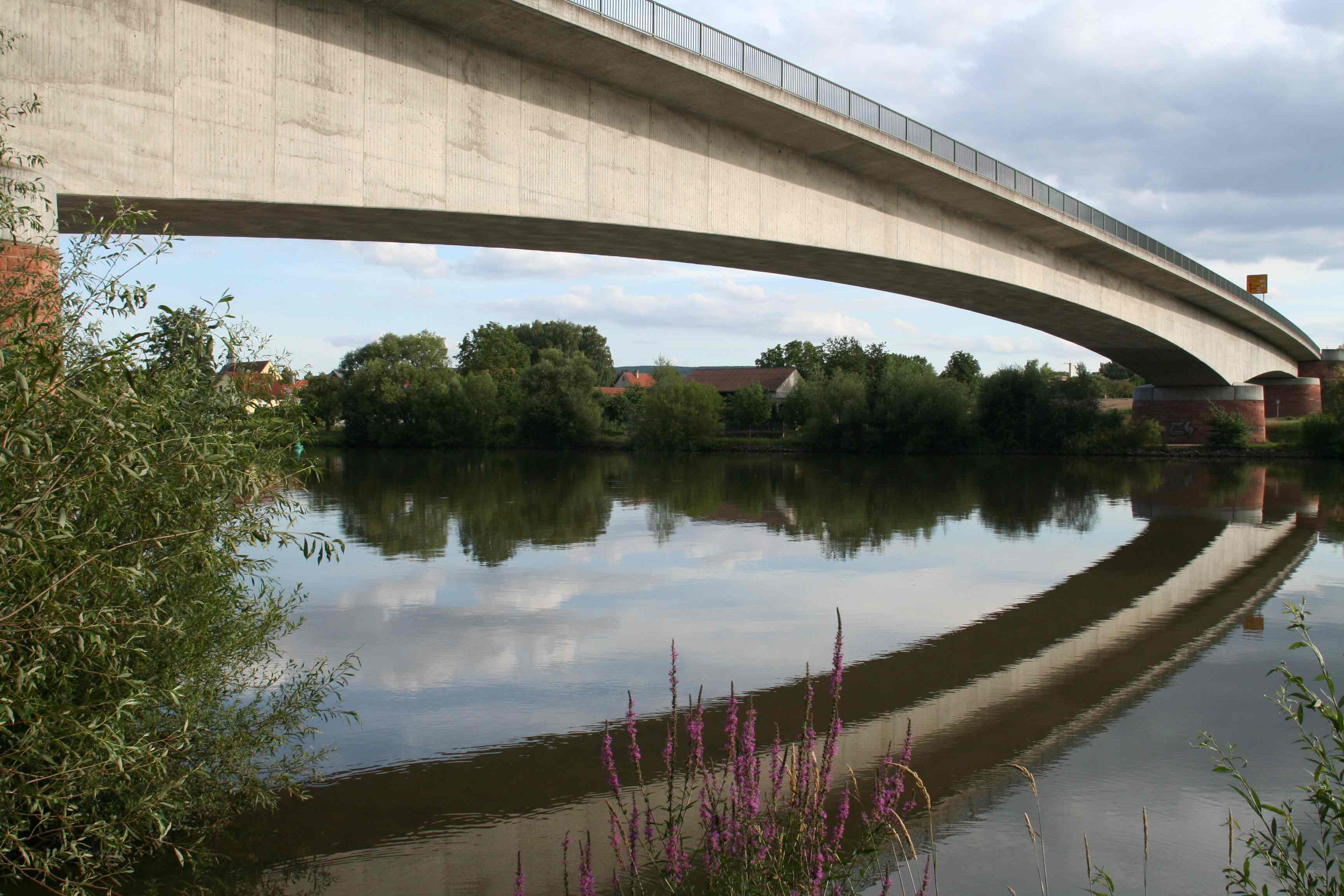
Stromfeld

In Querrichtung ist der Überbau als einzelliger Hohlkastenquerschnitt ausgebildet, der eine veränderliche Bauhöhe aufweist. Bei den östlichen sechs Vorlandfeldern wächst die Konstruktionshöhe linear von 2,09 m am Widerlager-Ost auf 3,09 m an. In Feldmitte der Stromöffnung beträgt die Konstruktionshöhe ebenfalls 3,09 m, über den Strompfeilern nimmt sie auf 6,89 m zu. Die Vorspannung besteht aus internen Spanngliedern. Die massiven Pfeiler und Widerlager weisen alle eine Verkleidung aus rotem Buntsandstein auf.
Die Herstellung des Brückenabschnittes über dem Main und der benachbarten Felder erfolgte im Freivorbau. Die östlichen sechs Brückenfelder wurden im Taktschiebeverfahren betoniert.